# Blaxy Girls
Blaxy Girls er et rumænsk pop/rock band kun bestående af piger. Bandet blev dannet i Constanta, Rumænien i Oktober 2007.
Bandet består af forsangeren Rucsandra Iliescu, bassisten Cristina Marinescu, guitaristen Diana Ganea, pianisten Ana Maria Nanu og trommeslageren Gela Marinescu. Blaxy Girls laver både sange på deres modersprog rumænsk, men også på engelsk, mange af sangene er lavet på begge sprog.

## Diskografi

### Albums
- 2008 - If You Feel My Love
- 2010 – Save The World

### Singler
- 2008 - "If You Feel My Love"
- 2009 – "Dear Mama"
- 2009 – "I Have My Life"
- 2009 – "I Have My Life"
- 2009 – "I Have My Life"
- 2010 – "Save The World"
- 2011 – "It's So Fine"
- 2012 – "Miss You"
- 2013 – "Adio"